# Грегит
Грегит — гора в Украинских Карпатах, в массиве Покутско-Буковинские Карпаты. Расположена в пределах Косовского района Ивано-Франковской области, юго-западнее села Шепот.
Высота 1472 м. Вершина незалесненная, склоны крутые (особенно восточные), каменистые, поросшие лесом. На юго-запад расположена самая высокая гора Покутско-буковинских Карпат — Ротило (1483 м), на юг — гора Габорянска (1444 м).
Гора расположена в пределах Национального природного парка «Гуцульщина».
Ближайшие населенные пункты: села Шепот и Воловая.